# Olios paalongus
Olios paalongus là một loài nhện trong họ Sparassidae.
Loài này thuộc chi Olios. Olios paalongus được Alberto Barrion & James A. Litsinger miêu tả năm 1995.